# Варис (дем Гревена)
Варис или Варище, Варише (на гръцки: Βάρης, до 1927 година: Βάρτσα, Варца) е село в Република Гърция, дем Гревена, област Западна Македония. Варис има население от 76 души (2001 г.).

## География
Селото е разположено на 745 m надморска височина на около 35 km източно от град Гревена. На изток граничи с кожанското село Хромио (Сфилци).

## История

### В Османската империя
В края на ХІХ век Варище е гръцко християнско село в нахия Венци на Кожанската каза на Османската империя. Според статистиката на Васил Кънчов в 1900 година във Варише живеят 155 гърци.
На Етнографската карта на Битолския вилает на Картографския институт в София от 1901 година Ваарише е чисто гръцко село в Кожанската каза на Серфидженския санджак с 29 къщи.
Според статистика на Серфидженския санджак на гръцкото консулство в Еласона от 1904 година във Варесия (Βάρεσια), Гревенска каза, живеят 100 гърци елинофони християни.
По данни на секретаря на Българската екзархия Димитър Мишев („La Macédoine et sa Population Chrétienne“) в 1905 година във Варише (Varché) има 145 гърци.

### В Гърция
През Балканската война в 1912 година в селото влизат гръцки части и след Междусъюзническата в 1913 година селото влиза в състава на Кралство Гърция.
През 1927 година името на селището е сменено на Варис.
Годишният селски събор се провежда на 20 май.
| Година    | 1913 | 1920 | 1928 | 1940 | 1951 | 1961 | 1971 | 1981 | 1991 | 2001 | 2011 | 2021 |
| --------- | ---- | ---- | ---- | ---- | ---- | ---- | ---- | ---- | ---- | ---- | ---- | ---- |
| Население | 81   | 64   | 87   | 113  | 94   | 155  | 121  | 68   | 101  | 76   | 43   | 37   |